# DJ Ghetch
DJ Ghetch est un musicien originaire du Val-d'Oise. Il est principalement connu pour avoir été un des membres du Ministère A.M.E.R..

## Biographie
En mars 1989, à l'Élysée-Montmartre à Paris, DJ Ghetch remporte la Coupe de Paris des DJ organisée par Radio Nova. La même année, DJ Ghetch cofonde avec Passi, Stomy Bugsy, Hamed Daye, Kenzy et Moda l'association AMER qui deviendra le AMER Posse puis le Ministère AMER. Entouré d'autres musiciens, il compose une grande partie des musiques du groupe sur les disques Traîtres, Pourquoi tant de haine et 95200. Surnommé « L'Homme De Main », il réalise aussi les scratches sur les morceaux du groupe.
À la suite de la séparation de Ministère AMER, Ghetch reste très impliqué au sein du collectif et label Secteur Ä : il réalise tous les scratches du premier album d'Ärsenik, intervient ponctuellement sur des albums de Passi et Stomy Bugsy ou collabore avec le Bisso Na Bisso. En 1997 et 1998, il fait partie des principaux compositeurs de l'album Liaisons dangereuses, qui réunit autour de Doc Gynéco des artistes comme Renaud, Tonton David ou Catherine Ringer.
Peu actif depuis la période 1998-2000, il n'a pas pris part aux différentes tentatives de réunion du groupe Ministère A.M.E.R..